# Андеграунд (фільм)
 «Андеграунд» (англ. Underground) або «Підземелля», «Підпілля» (серб. Подземље / Podzemlje)  — копродкуційний трагікомедійний фільм 1995 року, поставлений режисером Емиром Кустурицею за сценарієм Душана Ковачевича, заснованому на його ж п'єсі. Дія стрічки розгортається упродовж приблизно п'ятдесяти років (з 1941-го до початку 1992 року) в Югославії.
У Югославії і Франції фільм також виходив у телевізійній версії під назвою Била једном једна земља («Жила-була одна країна»), загальною тривалістю 5 годин, що складалася з шести серій. У телемережі Німеччини фільм демонструвався під назвою «Underground» і був кілька разів показаний як у повній 5-годинній, так і в скороченій 3-годинній версіях.
Стрічка здобула Золоту пальмову гілку 48-го Каннського міжнародного кінофестивалю 1995 року .

## Сюжет

### Пролог
Дія фільму починається в ніч з 5 на 6 квітня 1941 року. Двоє приятелів, що підгуляли, — Марко Дрен (Мікі Манойлович) і Петар Попара (Лазар Рістовські) на прізвисько Чорний (серб. Црни, Crni) — повертаються в Белград. Друзі проїжджають повз будинки Івана (Славко Штімац), брата Марко, і вітають його гучними вигуками. Потім процесія зупиняється біля будинку Чорного, звідки виходить його вагітна дружина Віра (Мір'яна Каранович) і починає докоряти чоловіка, погрожуючи «покинути його, як покинула Марко його дружина». Марко відводить Віру вбік, просить її не піднімати шуму і довірчливо стиха повідомляє їй, що напередодні її чоловіка і найкращого друга Марко — Чорного прийняли в комуністичну партію. Віра не надає його словам великого значення.

### Частина 1. Війна

#### 1941
Через декілька годин, уранці, починається перша в ході Другої світової війни повітряна атака німецьких військ на Белград. Жителі міста намагаються знайти притулок від бомб, що падають, а Іван робить спроби врятувати тварин: бомби потрапили і в зоопарк. Марко і Чорний, проте, не відволікаються від своїх занять (перший займається сексом з повією, другий снідає). Після закінчення авіанальоту Чорний вирушає оглянути дуже постраждале місто. По дорозі йому зустрічається Іван, що плаче, з маленьким шимпанзе на ім'я Соні на руках.
Кадри хроніки показують швидку окупацію Югославського королівства німецькими військами. Через деякий час уся країна стає зайнятою нацистською армією.
Чорний залицяється до провідної акторки Національного театру — Наталією Зовков (Мір'яна Йокович). Наталія, як і інші члени трупи, бере участь у розбиранні завалів в напівзруйнованому місті, де її відвідує Чорний. Наталія розповідає йому, що ходять чутки про те, що партизани-комуністи займаються грабежами й показує плакат, який обіцяє винагороду за голову Чорного, а потім від'їжджає в ресторан зі своїм залицяльником, німецьким офіцером Францем (Ернст Штецнер).
В цей же час після пограбування німецького потягу з військовою технікою окупантам стають відомі імена Марко і Чорного, обоє оголошені в розшук по радіо. Нацисти починають активні пошуки партизан. Тоді Марко влаштовує склад зброї і укриття в підвалі будинку його дідуся (Бата Стойкович) і відводить туди Віру, Івана і деяких інших жителів міста (Чорний в цей самий час переховується в лісах).
Коли біженці спускаються у підвал, у Віри починаються пологові перейми. Прямо на сходах, що ведуть до підземелля, вона народжує хлопчика і помирає від пологів, встигнувши лише вимовити свою останню волю — назвати дитину Йованом.

#### 1944
Минуло рівно три роки. У одному з барів Белграда Чорний святкує треті роковини свого сина Йована разом з іншими діячами комуністичного підпілля. У льосі бару Марко, який вже став секретарем місцевої партійної організації, здійснює угоду, продаючи деяким особам зброю і отримуючи за це товсту пачку банкнотів, а потім приєднується до святкування. У розпалі пиятики Чорний вирішує вирушити до Національного театру за Наталією. Там йому вдається проникнути на сцену; Чорний стріляє у Франца і викрадає Наталію.
Чорний з Наталією і Марко (а також супроводжуючий їх духовий оркестр) прибувають на невеликий річковий корабель за межами Белграда, на якому знаходиться велика партія зброї. Вони чекають священика, який повинен повінчати Наталію і Чорного. Коли останній відлучається на декілька хвилин, Марко освідчується Наталії в любові. Вона виглядає так, ніби відповідає йому взаємністю, але після повернення Чорного відразу змінює своє рішення та погоджується вийти заміж за Петара.
Ранком (священник так і не з'явився) прибувають німецькі солдати, і Франц, що залишився живим після пострілів Чорного завдяки бронежилету, вимагає видати йому Наталію. Та негайно погоджується їхати з Францем й покинути Марко і Чорного. Марко втікає з місця подій на кораблі, а Петара захоплюють і запроторюють до психіатричної лікарні, де його катують електрошокером.
Через декілька днів в лікарню проникає Марко. Він вбиває Франца й вивозить з лікарні Чорного та недоумкуватого брата Наталії Бату (Давор Дуймович); Наталія йде разом з ними. Під час втечі Чорний, захований у скрині, випадково упускає дану йому активовану гранату, і вона вибухає. Чорний виживає, але на час лікування його поміщають в те ж підпілля.
Через декілька днів Марко і Наталія в одній з кімнат будинку танцюють під музику, Марко знову говорить Наталії слова кохання (а в цей час Белград знову починають бомбити, цього разу — літаки союзних військ). Вона відповідає йому словами: «Марко, як красиво ти брешеш».
Кадри хроніки показують звільнення Югославії від окупації. У звільненні активну участь бере і Марко. У післявоєнні роки він обіймає важливу посаду в югославському керівництві, стає одним з соратників Тіто, бере участь у міжнародних зустрічах, виступає з промовами та стоїть праворуч від Тіто під час військових парадів.

### Частина 2. Холодна війна
1961 рік. Марко Дрен — впливовий політичний діяч, один з соратників Тіто. Чорний, який очуняв після поранень, його син Йован, брат Марко Іван та інші містяни досі знаходяться у підпіллі в упевненості, що зовні все ще триває війна.
Друга частина розпочинається з того, що Марко разом з Наталією (вона вийшла за нього заміж) присутнім на відкритті пам'ятника Петару Попаре, який вважається загиблим під час війни героєм народного опору; потім він спускається у підземелля, прикидаючись побитим і пораненим. Він говорить Чорному, що його катували в Гестапо, і що товариш Тіто просить Петара залишатися в підпіллі, поки не прийде вирішальний момент. Потім він оглядає підпілля і, зокрема, цех з виробництва зброї, який досі активно працює. Єдиний житель підземелля, який знає правду про те, що відбувається, — дід Марко. Він щодня непомітно переводить великий годинник, що знаходиться в підземеллі, назад, через що людям здається, ніби вони провели в підпіллі 15, а не 20 років.
Піднявшись нагору, Марко заводить сирену, через що жителі підвалу думають, що почався черговий авіаналіт, і ховаються у сховище; також він передає сфабриковані зведення новин німецькою мовою, з яких виходить, що війна досі триває, і німці зі змінним успіхом утримуються на Східному фронті. Отримувану з підземелля зброю Марко продає. У той же час щосили відбувається міфологізація історії (Марко і Наталія відвідують знімальний майданчик фільму «Весна скаче на білому коні» (сербохорв. Proleće stiže na belom konju) за мемуарами Марко).
Марко підготував для Наталії текст ролі, яку вона повинна розіграти перед Чорним, спустившись у підвал. Спочатку Наталія чинить опір, закликає Марко побоятися Бога, звинувачує його у брехливості; тому проте вдається переконати її, і Наталія здається. Вона покірно виконує побажання Марко у повній відповідності з його сценарієм: спускається в підземелля, де прикидається побитою і зґвалтованою німцями, вимовляє включене в текст освідчення в коханні Чорному.
Цього ж дня в підземеллі відбувається весілля Йована (Срджан Тодорович) з дівчиною на ім'я Єлена (Мілена Павлович), з якою той разом виріс у підпіллі. На свято запрошені Марко і Наталія. На самому початку свята Чорний, виголошуючи промову, дякує Марко за минулі роки, коли той «піклувався» про мешканців підпілля. Коли починається застілля, Чорний відкликає вбік Йована і пропонує йому коли усі нап'ються вибратися нагору.
Наталія швидко напивається і, збуджена алкоголем, говорить Марко, що той вкрав її молодість, що він сам злочинець і залучив у свій злочин її. Марко знову запевняє Наталію, що усе ним скоєне — виключно заради кохання до неї. Наталія, як і двадцять років тому, відповідає йому словами: «Як прекрасно ти брешеш», і вони миряться. Кінець їхньої розмови вдається випадково підслухати Чорному, після чого він дає Марко пістолет і просить накласти на себе руки.
У той час, як Чорний прив'язує Наталію до своєї спини, Марко замість того, щоб пустити кулю собі в голову, кілька разів стріляє в коліно. Шимпанзе Івана Соні залазить у зібраний мешканцями підземелля танк і стріляє у стіну підвалу. У прострелену діру спочатку втікає сама мавпа, потім, слідом за нею, Іван, за ним — Чорний разом з Йованом (Наталію вони відпускають задля її безпеки). Соні та Іван по черзі потрапляють в такий собі підземний тунель, що сполучає різні міста Європи. Соні підіймається на одну з вантажівок, що проїжджають по ньому, і Іван губить її. В цей час Наталія повертається в підпілля, а наречена Йована, дізнавшись, що її наречений вибрався назовні, стрибає в колодязь, що знаходиться в підвалі.
Чорний і Йован вилазять на поверхню, і потрапляють на знімальний майданчик фільму «Весна скаче на білому коні». Чорний упевнений в тому, що війна все ще триває, і спочатку непомітно душить двох статистів у формі німецьких солдатів, а потім убиває виконавця ролі Франца і влаштовує переполох на знімальному майданчику. Коли вранці батько з сином плавають в Дунаї (Чорний учить плавати Йована), з'являється гелікоптер, присланий на розслідування вчорашніх подій на знімальному майданчику. Чорний вибігає на берег і намагається підстрелити людей на гелікоптері з рушниці, а коли ті відлітають, повертається до річки — проте Йована там вже немає.
Марко вирішує, що їм з Наталією немає життя в Югославії. Включивши сирену і дочекавшись, коли мешканці підпілля сховаються в у сховищі, Марко висаджує в повітря будинок разом з підземеллям.
Титр повідомляє, що в 1962 році Марко Дрен таємничо зник. Двадцять років потому помер Тіто; кадри хроніки показують фрагменти похоронів югославського диктатора.

### Частина 3. Війна
1992 рік. Іван Дрен перебуває в одній з психіатричних лікарень Берліна. Він і досі шукає шимпанзе Соні та не вірить, що Друга світова війна закінчилася. Тоді один з лікарів (сам уродженець Югославії) показує Івану документи, які свідчать, що Марко і Наталію вже тридцять років розшукує Інтерпол за злочини проти людства і торгівлю зброєю. Тільки тоді Івану стає зрозуміло, що Марко обманював його; він втікає від лікарів і спускається в тунель. Водій автівки, що зустрілася в тунелі, миротворець з ООН, що везе людей з Боснії, говорить, що Югославії більше немає і там відбувається війна. Іван не може в це повірити і вирушає у бік своєї країни пішки. Там він нарешті, після тридцяти років пошуків, зустрічає Соні і вибирається разом з нею назовні.
Іван опиняється в центрі охопленого війною югославського міста (ймовірно, Сараєво). Він заглядає у вікно якоїсь будівлі та бачить там Марко, який намагається продати партію зброї польовому командирові (Емир Кустуриця). Коли Марко у своєму інвалідному кріслі виїжджає з будівлі, його наздоганяє Іван і своєю тростиною забиває брата до нестями, а потім вішається на дзвоновому мотузку найближчої церкви.
Напівбожевільний від горя після втрати Йована Чорний командує невеликою анархістською армією. Один з його солдатів виявляє Марко і Наталію, що тільки-но приїхала до нього, та, згідно з наказом Чорного вбивати на місці торговців зброєю, розстрілює їх, а потім підпалює тіла. Побачивши паспорти убитих, Чорний упізнає в них Марко і Наталію. Розкаюючись у своєму наказі та втративши усе й усіх, Петар йде до підземелля, в якому він провів майже двадцять років. У колодязі Чорному увижається Йован, і він стрибає у воду.

### Епілог
У сюрреалістичній кінцівці фільму усі члени сімей Марко і Чорного, у тому числі — померлі ще на початку фільму, зустрічаються за весільним столом Йована і Єлени на березі Дунаю. Усі вони миряться, Чорний прощає Марко. Шматок землі, на якому стоїть стіл і танцюють гості, по лінії де пройшло стадо корів, відривається від берега і спливає удалину по річці.

## У ролях
| • Мікі Манойлович   | … | Марко Дрен                  |
| • Лазар Ристовський | … | Петер «Чорний» Попара       |
| • Мір'яна Йокович   | … | Наталія Зовков              |
| • Славко Штімац     | … | Іван Дрен                   |
| • Ернст Штецнер     | … | Франц                       |
| • Срджан Тодорович  | … | Йован Попара, син «Чорного» |
| • Мір'яна Каранович | … | Віра, дружина «Чорного»     |
| • Мілена Павлович   | … | Єлена                       |
| • Данило Стойкович  | … | дід Марко                   |
| • Бора Тодорович    | … | Голуб                       |
| • Давор Дуймович    | … | Бата, брат Наталії          |
| • Нелле Карайлич    | … | циган                       |
| • Браніслав Лечич   | … | Мустафа                     |
| • Драган Николич    | … | режисер                     |
| • Емир Кустуриця    | … | торгівець зброєю            |

## Знімальна група
- Автори сценарію — Емир Кустуриця, Душан Ковачевич
- Режисер-постановник — Емир Кустуриця
- Виконавчий продюсер — П'єр Спенглер
- Асоційований продюсер — Макса Катович
- Співпродюсер — Карл Баумгартнер
- Лінійні продюсери — Ісрум Манолов, Роман Бартоник
- Оператор — Вілко Філач
- Композитор — Горан Брегович
- Монтаж — Бранка Чеперач
- Художник-постановник — Мілєн Крека Клякович
- Художник по костюмах — Небойша Ліпанович
- Художник-декоратор — Александр Денич
- Артдиректори — Бранімир Бабич, Властимир Гаврик, Владислав Ласич, Мартин Мартинець, Родослав Михайлович
- Підбір акторів — Джессіка Горатова

## Художня цінність
Деякими критиками «Андеграунд» визнається вершиною творчості Кустуриці.
Одним з головних достойностей фільму, як і всієї творчості Кустуриці в цілому, критики та кінознавці називають віталізм, життєву силу. Ця риса продовжує лінію, задану попередніми фільмами режисера, який, за виразом російського кінознавця Андрія Плахова, замінив ідеологію і культуру рисами народного життя; завдяки цьому режисер став частиною «балканського міфу», який досяг свого апогею саме після виходу «Андеграунду».
Продовжуючи тему особливої енергетики «Андеграунду», критики говорять про високу поетичність фільму.
Відмічається еклектичність стрічки, в якій трагічні сцени перемішуються з комічними і навіть фарсовими, викликаючи у глядача прямо протилежні почуття. Через це складно визначити жанр фільму; багато критиків і кінознавці називають стрічку фантасмагорією. Тенденцією до змішання жанрів і поєднанням смішного й трагічного Кустуриця, мабуть, зобов'язаний впливу празької кіношколи.
Естетику «Андеграунду» називають бароковою. Андрій Плахов вважає, що через цю прихильності бароковому стилю образи «Андеграунду» часто знаходяться на межі поганого смаку і говорить про «естетичне беззаконня» фільмів Кустуриці, що компенсується вже згадуваною особливою енергетикою фільму; стрічка, на думку Плахова, «велична у своїй дисгармонії».
Манеру Кустуриці також порівнюють з магічним реалізмом.
Що стосується фарсу, то в «Андеграунді» йому, як і в більшості стрічок Кустуриці, відведено значне місце, можливо, це пов'язано з бажанням Кустуриці визначити всю історію двадцятого століття як фарс. У фільмі присутні кітчеві сцени, серед яких можна виділити карикатурне зображення зйомок патріотичного партизанського фільму під назвою «Весна їде на білому коні».
Критиками відмічалася акторська гра, особливо Мікі Манойловича, який вже вдруге виступив у фільмі Кустуриці. Навіть деякі критики фільму не поставили під сумнів режисерське уміння Емира Кустуриці, втім, Ален Фінкелькрот, який полемізував з режисером у пресі з приводу політичної підоснови фільму (див. розділ «Звинувачення у пропаганді»), назвав «Андеграунд» профанацією і поставив під сумнів художні якості фільму.
Візуальна складова фільму також заслужила високі оцінки, відзначалася робота оператора Вілько Філача і художника-постановника. В основному, кольори фільму — темні, використовуються відтінки коричневого. Оригінальною знахідкою можна назвати кадр, знятий з точки зору немовляти, що з'являється на світ.
У «Андеграунді» були використані як історичні документи кадри кінохронік, відібрані Кустурицею з архівів югославського телебачення. Ними ігрова дія фільму перебивається тричі: на початку і наприкінці першої частини (поступова окупація Югославії нацистами і звільнення країни з подальшим підвищенням Марко), а також наприкінці другої (смерть Тіто). При цьому використана технологія, випробувана у фільмі Роберта Земекіса «Форрест Гамп», що вийшов незадовго до «Андеграунду», — актори були вклеєні в кадри хроніки. У одному з кадрів часів війни на вулицях Белграда видно Чорного, а Марко у виконанні Мікі Манойловича з'являється у хроніках часів холодної війни, що стоїть праворуч від Тіто на військовому параді, танцюючим з Наталією поряд з Тіто, присутнім на міжнародній зустрічі у складі югославського керівництва.

### Музика

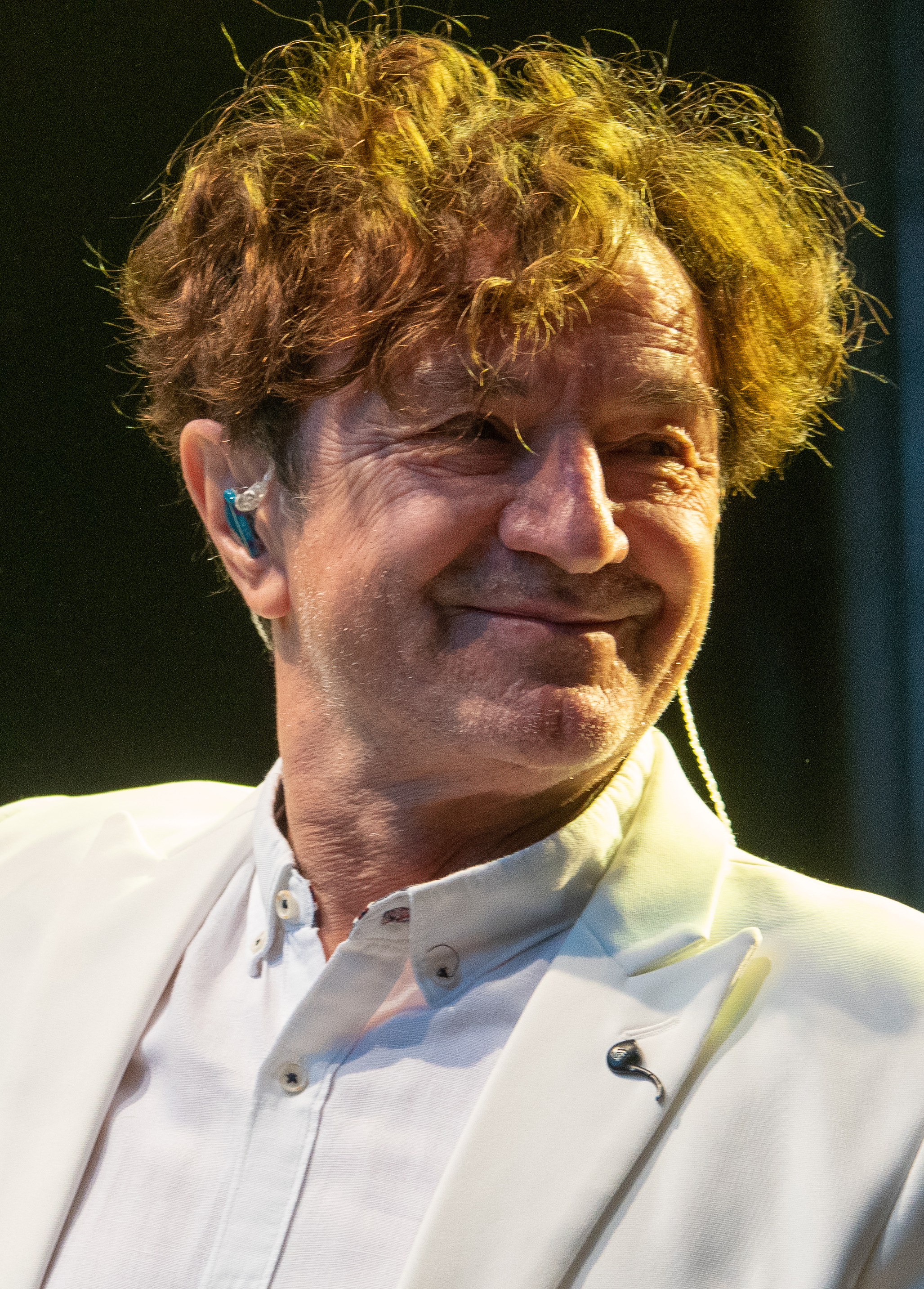
Горан Брегович, автор саундтреку.

Саундтрек до фільму написав відомий югославський композитор і музикант Горан Брегович. «Андеграунд» став третьою й останньою співпрацею Кустуриці і Бреговича: до подальших фільмів режисера музику писали члени групи «Zabranjeno Pušenje». Саундтрек був записаний оркестрами Слободана Салієвича і Бобана Марковича. Архівні кадри супроводжуються піснею «Лілі Марлен» у виконанні кіноакторки Доріт Талмадж, зробленому для фільму The True Story of Lilli Marlene.
Заснована на циганській музиці та народних сербських піснях (деякі з треків — народні пісні, які Брегович лише аранжував) музика стала однією з важливих складових фільму і була визнана серед головних художніх достоїнств «Андеграунду». Навіть критики фільму відмічали саундтрек як удачу картини.
Британська газета «Daily Telegraph» у 2008 році включила саундтрек «Андеграунду» до ста найкращих в історії кінематографу. Критик Віктор Распопін, проводячи паралелі між «Андеграундом» і творчістю Федеріко Фелліні, порівнює саундтрек фільму з музикою з фільмів Фелліні «8½» і «Амаркорд», написаною одним з відомих світових кінокомпозиторів Ніно Рота.
На початку фільму на екрані з'являється духовий оркестр, який потім регулярно грає в кадрі. Спочатку він супроводжує Марко і Чорного, потім залишається разом з останнім у підпіллі. Оркестр допомагає мешканцям підземелля зберігати надію. У кінцівці фільму той самий оркестр грає на острові, що спливає по річці.
Музика є організуючим компонентом фільму, зв'язуючи воєдино різні його елементи. Концепція саундтреку як основи структури фільму, ймовірно, запозичена Кустурицею у Лукіно Вісконті, чиї фільми побудовані за принципом опери.

## Символіка
Увесь зміст «Андеграунду» наповнений різноманітними символами і метафорами. Деякі навіть вважають фільм переобтяженим символікою.
Центральним символом картини є підпілля, що відображено і в назві фільму. Воно часто інтерпретується як образ Югославії, загнаної в підпіллі міжнародної ізоляції Йосипом Тіто. У зв'язку з цим можна згадати й запропоновану ще Й. В. Сталіном формулу «соціалізм в окремо взятій країні». Паралелей з реальною Югославією декілька: в підземеллі представлені люди різного віку та культур, Чорний намагається довести Марко, що навіть будучи ізольованими, жителі підпілля здатні на великі справи (Югославія практично розірвала стосунки навіть з СРСР та іншими країнами Варшавського договору). Одним з головних звершень стала збирання своїми руками танка; гордістю СФРЮ був танк M-84, розроблений і створений в Югославії.
Така інтерпретація образу підземелля пов'язана з платонівським міфом про печеру. У фільмі в'язнями печери виявляються загнані туди жителі Белграда, в реальності там знаходиться уся Югославія. Острах вийти з печери показана на прикладі Йована, сина Чорного, який після деякого часу, проведеного назовні, говорить, що хоче назад в підпілля: вийшовши на поверхню, він неначе потрапляє в паралельний світ. Жителі підземелля, заплутані містифікаціями Марко, не можуть відрізнити реальність від вигадки — Іван не може зрозуміти, фарба тече по стінах чи кров. Помістивши персонажів фільму в підпілля, автори картини вчиняють як Платон, що порівняв становище людей з наглядним образом печери. Фільм дозволяє глядачеві відчути цей аспект режиму Тіто, а не пояснює його.
Важливе місце у фільмі займають тварини, що розбіглися із зруйнованого зоопарку на початку першої частини. Вони символізують низькі інстинкти, що вирвалися на свободу. В той же час мавпа Івана Соні — єдина істота, яка його не зрадила і єдиний персонаж, що залишився живим наприкінці подій фільму (уникнувши смерті на початку першої частини).
Перевернута фігура Христа, біля якої стоїть Чорний після того, як йому стало зрозуміло, що за його наказом були вбиті Марко і Наталія, вже фігурувала у більш ранньому фільмі Кустуриці «Час циган» (див. розділ «Цитати та алюзії»). Це прямо говорить про те, що Бог покинув Югославію. Церковний дзвін же дзвонить лише тому, що на його мотузку повісився Іван; церква, в якій він учинив самогубство, виглядає так само, як його макет із сірників, подарований Іваном на весілля Йовану.
Як і в інших фільмах, в «Андеграунді» присутня тема людського польоту. Кустуриця з цього приводу говорить: «Коли я навчався у Празі, один професор сказав мені: „Різниця між хорошим фільмом і поганим в тому, що в хорошому персонажі долають земне тяжіння“. Тоді я сказав собі: „Чом би не прямо змусити їх літати, як у Шагала“?» (про впливи див. відповідний розділ). У «Андеграунді» літає наречена Йована Єлена на їхньому весіллі, проте, на відміну від більшості інших стрічок режисера, вона не злітає сама, її піднімає в повітря механічний пристрій.
Одним з найважливіших символів у фільмі є його кінцівка, в якій танцюючі й сидячі за столом гості на весіллі Йована і Єлени на шматку землі, що відірвався від берега, спливають в невідомому напрямі, — це є алегорією Югославії, яка остаточно відкололася від Європи. Стадо корів, що виходить з води, символізує душі мертвих, які повертаються в нових тілах (що й відбувається в епілозі). Також можна помітити, що шматок суші, на якому танцюють люди, що святкують, за формою нагадує контури Боснії і Герцеговини.

## Цитати та алюзії
Як і решта фільмів Емира Кустуриці, «Андеграунд» наповнений відсиланнями до творів світового мистецтва, що вплинули на режисера, в основному, звичайно, кінематографа. Деякі з них були озвучені самим режисером, про інші можна здогадуватися.
Одним з таких позначених Кустурицею відсилань стала цитата з фільму Жана Віго «Аталанта». З приводу кадру з Єленою, що пливе під водою в Дунаї, режисер сказав: «Літаюча наречена, яку ми бачимо під водою, — це данина поваги „Аталанті“ Жана Віго. Потім це стало чимось більшим». Кустуриця називав «Аталанту» своїм улюбленим фільмом і говорив, що багато чому навчився від Жана Віго — наприклад, тому, що для того, аби знімати кіно, потрібно бути поетом.
Також Кустуриця не раз згадував як одного зі своїх улюблених режисерів Федеріко Фелліні: зізнавався, що навчився деяким кінематографічним прийомам у італійського режисера і стверджував, що їм обом властиво особливе середземноморське бачення життя. Сам Емир отримав від критиків прізвисько «Балканський Фелліні». У зв'язку з «Андегаундом» найчастіше згадуються такі фільми Фелліні як «Амаркорд» (сам Кустуриця говорив, що цей фільм надихнув його на «Час циганів») і «Інтерв'ю» (безпосередньо цитується у сцені бомбардування Белграда, коли вулицями міста ходить слон, що втік із зруйнованого зоопарку). Російський кінокритик Андрій Плахов писав, що «Андеграунд» у 1995-му був сприйнятий як «епохальна фреска схожа з феллінієвським „Солодким життям“» (див. розділ «Реакція критики»).
Кустуриця також відомий своїм шанобливим ставленням до Ф. Ф. Копполи (який, як і сам Кустуриця, є одним з небагатьох двократних володарів «Золотої пальмової гілки»). Можливо, сцена наприкінці другої частини фільму, в якій Чорний стріляє по вертольоту з рушниці, цитує фільм Копполи «Апокаліпсис сьогодні».

Літаюча наречена — алюзія на творчість Марка Шагала і авторська цитата з фільму Кустуриці «Час циган».

Окрім творів кіномистецтва, на Кустурицю вплинули і представники інших видів мистецтв. Зокрема, він сам відмічав вплив художника Марка Шагала: «Мені здається, я трохи схожий на Марка Шагала, тому що використовую ті ж самі кольори і теми». Наречена Йована Єлена, яка «летить» над гостями, піднята якимось механічним пристроєм, мабуть, є алюзією на одну з картин Шагала.
Літаюча наречена, окрім того, є автоцитатою Кустуриці: в його фільмі «Час циган» (1988) спочатку у вигляді літаючої нареченої з'являється мати головного героя, а потім — його власна наречена Азра. Наречені взагалі часто з'являються у фільмах Кустуриці, починаючи з його першого телефільму, який називається «Наречені приходять» (1978); вже після «Андеграунду» цей мотив продовжують фільми «Чорна кішка, білий кіт» (1998) і «Заповіт» (2007).
Інший елемент, що зв'язує «Андеграунд» з більш ранніми фільмами Кустуриці — Марко Дрен, персонаж Мікі Манойловича. У другій стрічці Кустуриці — «Тато у відрядженні» (1985) — Манойлович теж виконав головну роль. Там він грав героя, якого зрадили, а в «Андеграунді» зіграв зрадника. Наприкінці фільму «Тато у відрядженні», коли персонаж Манойловича Меша повертається з табору, його дівер, завдяки інтригам якого Меша туди потрапив, просить пробачення. Меша відповідає йому словами: «Я можу забути, але не можу пробачити». У фіналі «Андеграунду» Марко Дрен, якого грає Манойлович, просить вибачення у Чорного, і той відповідає йому: «Я можу пробачити, але забути не зможу».
Перевернута фігура Христа, біля якої стоїть Чорний наприкінці третьої частини «Андеграунду», з'являлася у фіналі «Часу циганів», а риба, яку смажить на вогнищі Йован наприкінці другої частини, можливо, є відсиланням до попередньої стрічки Кустуриці «Аризонська мрія» (1993).

## Історія створення

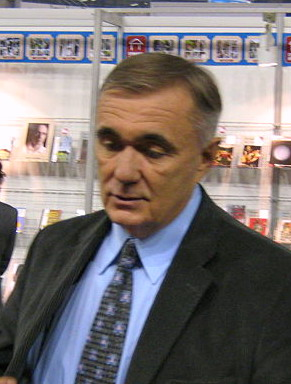
Душан Ковачевич, автор п'єси «Весна в січні», на якій заснований фільм, і співавтор сценарію.

На момент початку розпаду Югославії Кустуриця вже деякий час мешкав у США. На початку війни будинок режисера в Сараєво був спалений, а його батько Мурат Кустуриця помер від серцевого нападу. Ці події спонукали Кустурицю повернутися в Югославію, щоб зняти там свій новий фільм, спробувати в ньому змалювати картину новітньої історії Югославії та визначити її місце у сучасному світі.
П'єса Душана Ковачевича «Весна в січні» (серб. Пролеће у јануару), на якій заснований сюжет фільму, була написана ще до подій розпаду Югославії. Кустурицю зацікавила п'єса, і разом з автором він переробив її на сценарій фільму. У кінцевому результаті сценарій значно відійшов від п'єси Ковачевича (зберігши, проте, головний мотив) він був значно доповнений, у тому числі, подіями, що відбуваються в 1990-ті під час воєн на Балканах.

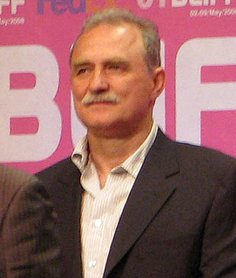
Лазар Рістовські, виконавець ролі Чорного, в 2008 році.

На головні ролі були запрошені як знайомі Кустуриці по трьох його перших повнометражних стрічках актори, так і ті, з ким він ще не працював. Славко Штімац був знайомий режисерові по першому фільму Кустуриці «Чи пам'ятаєш ти Доллі Белл?» (1981); виконавець ролі Марко Мікі Манойлович грав головну роль у фільмі Кустуриці «Тато у відрядженні», який вперше приніс режисерові «Золоту пальмову гілку» Каннського МКФ (1985); Давор Дуймович був задіяний в «Татові у відрядженні», а також у третьому повнометражному фільмі режисера «Час циган» (1988) (роль Бати стала останньою для Дуймовича, який вже страждав наркотичною залежністю і в 1999 році наклав на себе руки). Крім того, невеликі ролі виконали Бора Тодорович (Ахмед у фільмі «Час циган»), Нелле Карайліч (лідер групи «Zabranjeno Pušenje», в якій після її відтворення під назвою «The No Smoking Orchestra» став грати Кустуриця), в камео з'явився і сам режисер. Інші головні ролі виконали вже югославські актори Лазар Рістовські, Мір'яна Йокович та Мір'яна Каранович.
Зйомки, студійні та натурні, проходили переважно в Празі. Деякі епізоди, у тому числі всі сцени на річці, були зняті в Болгарії. Тільки дві сцени фільму були зняті в Югославії.
Спочатку стрічка тривала 320 хвилин, і на вимогу продюсерів Кустуриці довелося значно її скоротити. Після показу в Каннах режисер знову перемонтував фільм для прокату.

## Реакція критики
Ще під час фестивалю в Каннах, коли «Андеграунд» тільки був представлений широкій публіці, його супроводжував шалений успіх. Стрічка була сприйнята як епохальна. У голосуванні, проведеному в 1995 році російським журналом «Искусство кино» до століття кінематографу, Кустуриця разом з Квентіном Тарантіно лідирував у списку «режисерів XXI століття», а в анкеті Сергія Кудрявцева режисери були об'єднані в одного персонажа на ім'я Квентін Кустуриця. Після виходу фільму режисер, якому було лише сорок років, фактично був зарахований до класиків європейського кінематографу. Це було виражено і присудженням «Андегаунду» «Золотої пальмової гілки», яка стала для Кустуриця вже другою — до нього дві «Гілки» змогли отримати лише двоє режисерів, Френсіс Форд Коппола та Білле Аугуст (Сьохей Імамура, брати Дарденн і Міхаель Ганеке повторили це досягнення вже після Кустуриці).
У відгуках критиків безпосередньо після виходу фільму переважали емоційні оцінки. Критик Жерар Лефор назвав фільм «Знаменитою мовою Черчилля: „Я обіцяю вам кров і сльози“, покладеною на музику „Sex Pistols“». Зустрічаються оцінки стрічки як найважливішого фільму свого часу, а також як одного з найкращих коли-небудь створених фільмів про війну.
Така реакція була викликана як художніми достоїнствами фільму (див. відповідний розділ), так і тим, що Кустуриця змусив глядачів повірити в життєву силу кіномистецтва на тлі розмов, що йшли в 1990-ті, про кризу кінематографу.
Скептики називали серед головних негативних рис перевантаженість символікою, прагнення перетворити все на метафору і велику кількість символів, пов'язаних з однією й тією ж темою; претензійність; затягнутість фільму, якою залишилися невдоволені і деякі доброзичливо налаштовані критики; брутальний гумор.

### Звинувачення у пропаганді
Безпосередньо після виходу фільму в пресі активно обговорювався її політичний підтекст. Супротивники фільму стверджували, що «Андеграунд» — просербський пропагандистський фільм, захисники ж говорили, що ніякої пропаганди стрічка не містить.
Відразу ж після того, як журі 48-го Каннського кінофестивалю оголосило про те, що «Золота пальмова гілка» присуджена «Андеграунду», деякі ліберальні журналісти піддали це рішення критиці. Першим і найбільш активним критиком, з яким Кустуриця вступив в полеміку, став французький філософ і есеїст Ален Фінкелькрот, який опублікував (ще не подивившись до того моменту фільм) в газеті «Le Monde» статтю L'imposture Kusturica. На його думку, режисер перекрутив історію Югославії останніх на той момент п'ятдесяти років, представивши її з просербської націоналістичної точки зору. Кустуриця, як стверджується у статті, намагається представити у вигляді нацистів боснійців, хорватів і словенців, а сам виступає на стороні Слободана Милошевича, який, на думку Фінкелькрота, є одним з головних винуватців війни в Югославії.
Коли «Андегаунд» вийшов у прокат, Кустуриця написав відповідь Алену Фінкелькроту й опублікував його в тій же «Le Monde» 26 жовтня 1995 року. У цій статті під назвою Mon imposture, режисер зробив спробу довести до абсурду пред'явлені йому звинувачення у підтримці націоналістичних сил, проте, не спростовувавши їх.
Фінкелькрот, подивившись фільм, опублікував ще одну статтю — La propagande onirique d'Emir Kusturica в газеті «Libération». У ній він заявив, що необов'язково було дивитися фільм для того, щоб зрозуміти, що він є образливою містифікацією історії Югославії і наповнений пропагандою. Крім того, Фінкелькрот піддав критиці художню сторону фільму.
Ще одним супротивником Кустуриці був Станко Церович, французький журналіст родом з Чорногорії, який назвав рішення каннського журі політизованим і заявив, що реконструкція історії, проведена Кустурицею, не має нічого спільного з дійсністю.
Серед деталей, на які звертали увагу опоненти Кустуриці, — імена тих партизан, яких Чорний звинувачує у крадійстві (один з них, судячи з імені — боснієць, другий, — хорват); кадри хроніки Другої світової війни, в яких показано, як німецьких окупантів вітають в Мариборі (Словенія) і Загребі (але не в сербському Белграді); миротворці ООН («блакитні шоломи»), які охороняють торговця зброєю, — Марко в третій частині.
Кустуриця був настільки вражений звинуваченнями, що заявив про те, що йде з кіно, проте не стримав обіцянки і через три роки представив свій наступний фільм «Чорна кішка, білий кіт». Історія ж з полемікою навколо «Андеграунду» була використана режисером Паскалем Боніцером, у фільмі якого «Нічого для Робера» (1999) критик пише рецензію на фільм хорватського режисера, не подивившись його фільм.

## Історія прокату
Після успіху «Андеграунду» в Каннах, де фільм був показаний вперше 25 травня 1995, багато країн придбали його для прокату. З 25 жовтня кстрічка демонструвалася в кінотеатрах Франції, потім фільм пройшов і в інших країнах. Довго не вдавалося знайти дистриб'ютора в США, і у результаті «Андеграунд» тільки 20 червня 1997 вийшов на екрани в Сполучених Штатах. У Росії своєрідна «прем'єра» фільму сталася вже в 1990-ті роки на відеокасетах і в телетрансляціях; інтерес до фільму підігрівався публікаціями в пресі, причому не лише спеціалізованим кінознавством, але і в суспільно-політичних виданнях на кшталт «Ъ». На великому ж екрані фільм був показаний лише в 2001 році.
Після Каннського кінофестивалю «Андеграунд» був поза конкурсом показаний на фестивалях в Нью-Йорку, Ванкуверу і Рейк'явіку.
Загальні світові збори фільму склали 17 155 263 доларів США. У США було зібрано $6 719 864, в Росії — $195 000.

### Дати прем'єр
Дати приведені відповідно до даних IMDb.
- Франція — 25 жовтня 1995
- Данія — 10 листопада 1995
- Данія — 10 листопада 1995
- Польща — 24 листопада 1995
- Нідерланди — 21 грудня 1995
- Австралія — 26 грудня 1995
- Південна Корея — 6 січня 1996
- Іспанія — 24 січня 1996
- Швеція — 2 лютого 1996
- Туреччина — 23 лютого 1996
- Велика Британія — 8 березня 1996
- Португалія — 22 березня 1996
- Угорщина — 28 березня 1996
- Японія — 20 квітня 1996
- Фінляндія — 19 липня 1996
- Аргентина — 12 вересня 1996
- Мальта — 18 вересня 1996
- Гонконг — 19 грудня 1996
- Гонконг — 19 грудня 1996
- Естонія — 31 жовтня 1997
- Росія — 1 лютого 2001[51]

## Звукова доріжка
Автор музики Горан Брегович. 
| #     | Назва                           | Виконавець                                                       | Тривалість |
| ----- | ------------------------------- | ---------------------------------------------------------------- | ---------- |
| 1.    | «Kalasnjikov»                   | Слободан Салієвич Горан Брегович                                 | 3:21       |
| 2.    | «Ausencia»                      | Сезарія Евора                                                    | 3:48       |
| 3.    | «Mesecina / Moonlight»          | Слободан Салієвич                                                | 3:58       |
| 4.    | «Ya Ya Ringe Ringe Raja»        | Горан Брегович Коліч Златко                                      | 2:28       |
| 5.    | «Cajesukarije Cocec»            | Данеля Раткова, Людмила Раткова Сніжана Борисова, Лідія Любенова | 3:57       |
| 6.    | «Wedding Cocec»                 | Слободан Салієвич Бобан Маркович                                 | 3:31       |
| 7.    | «War»                           | Весна Йованович                                                  | 6:35       |
| 8.    | «Underground Cocec»             | Бобан Маркович Слободан Салієвич                                 | 4:24       |
| 9.    | «Underground Tango»             | Весна Йованович                                                  | 5:10       |
| 10.   | «The Belly Button Of The World» | Данеля Раткова Людмила Раткова                                   | 5:40       |
| 11.   | «Sheva»                         | Бобан Маркович                                                   | 1:23       |
| 44:40 |                                 |                                                                  |            |

## Нагороди та номінації
| Нагороди та номінації фільму «Андеграунд» | Нагороди та номінації фільму «Андеграунд»                       | Нагороди та номінації фільму «Андеграунд»                   | Нагороди та номінації фільму «Андеграунд» | Нагороди та номінації фільму «Андеграунд» | Нагороди та номінації фільму «Андеграунд» |
| Рік                                       | Кінофестиваль/кінопремія                                        | Категорія/нагорода                                          | Номінант                                  | Результат                                 |                                           |
| ----------------------------------------- | --------------------------------------------------------------- | ----------------------------------------------------------- | ----------------------------------------- | ----------------------------------------- | ----------------------------------------- |
| 1995                                      | Каннський міжнародний кінофестиваль                             | Золота пальмова гілка                                       | Андеграунд                                | Перемога                                  |                                           |
| 1995                                      | Кінофестиваль «Camerimage»                                      | Золота жабка                                                | Вілко Філач                               | Номінація                                 |                                           |
| 1996                                      | Премія «Сезар»                                                  | Найкращий фільм іноземною мовою                             | Андеграунд                                | Номінація                                 |                                           |
| 1996                                      | Премія «Люм'єр»                                                 | Найкращий іноземний фільм                                   | Андеграунд                                | Перемога                                  |                                           |
| 1996                                      | Італійський національний синдикат кіножурналістів               | Срібна стрічка найкращому іноземному режисерові             | Емир Кустуриця                            | Номінація                                 |                                           |
| 1997                                      | Премія «Чеський лев»                                            | Найкращий фільм                                             | Андеграунд                                | Номінація                                 |                                           |
| 1997                                      | Премія «Кінема Дзюмпо»                                          | Найкращий режисер фільму іноземною мовою                    | Емир Кустуриця                            | Перемога                                  |                                           |
| 1997                                      | Премія «Йога»                                                   | Спеціальна премія — Фільми, щоб заснути                     | Андеграунд                                | Перемога                                  |                                           |
| 1997                                      | Спільнота кінокритиків Нью-Йорка                                | Найкращий фільм іноземною мовою                             | Андеграунд                                | 3-є місце                                 |                                           |
| 1997                                      | Міжнародний фестиваль аудіовізуального програмування в Біарріці | Золотий приз найкращому акторові телевізійної серії/серіалу | Мікі Манойлович                           | Перемога                                  |                                           |
| 1997                                      | Спілка кінокритиків Бостона                                     | Найкращий фільм іноземною мовою                             | Андеграунд                                | Перемога                                  |                                           |
| 1998                                      | Премія «Незалежний дух»                                         | Найкращий іноземний фільм                                   | Андеграунд                                | Номінація                                 |                                           |
| 1998                                      | Національна спілка кінокритиків США                             | Найкращий фільм іноземною мовою                             | Андеграунд                                | 2-е місце                                 |                                           |